# Rudolf Kissinger
Rudolf Kissinger (auch Friedrich Rudolf Kissinger; * 30. Mai 1866 in Alsfeld; † 11. September 1944 in Darmstadt) war ein deutscher Pfarrer, Lehrer, Heimatforscher und Vereins- und Verbandsfunktionär.

## Leben
Kissinger war zuerst evangelischer Pfarrer in Hirschhorn. 1899 wurde er zum Lehrer am Ludwig-Georgs-Gymnasium in Darmstadt berufen. Er begann 1906 mit den ersten Schülerwanderungen in Darmstadt. Von 1914 bis zu seinem Ruhestand 1931 war er Direktor der Eleonorenschule in Darmstadt.
Kissinger war als Turner sowie in der Ortsgruppe Darmstadt des Odenwaldklubs aktiv und etablierte dort ab 1906 im Jung-Odenwaldklub die Wanderbewegung junger Männer. Aus dieser Bewegung ging der Wanderclub Falke 1916 Darmstadt hervor, der ab 1919 als eigenständige Jungmannschaft der Ortsgruppe Darmstadt des Odenwaldklubs anerkannt wurde. 1924 wurde der Jung-Odenwaldklub mit Kissinger als Mitbegründer nochmals neu als Organisation des Hauptvereins des Odenwaldklubs gegründet. Am 25. Mai 1913 veröffentlichte Kissinger die erste Ausgabe der Dorflinde, der Klubzeitschrift des Odenwaldklubs, und leitete deren Redaktion bis zu seinem Tod. Nach der Gründung des Zentralen Hauptausschusses für Jugendherbergen im Jahr 1919 gehörte Kissinger dessen erstem Vorstand an. Er war 1918/19 Mitbegründer des DJH-Zweigausschusses Odenwald und von 1920 bis 1922/23 dessen 1. Vorsitzender. Von 1921 bis 1930 war Kissinger Vorsitzender des Verbands Deutscher Gebirgs- und Wandervereine. Ihm als persönlich gewähltem Vorsitzenden stand Friedrich Hermann Löscher als geschäftsführender Vorsitzender des Verbands zur Seite.
Kissinger war Herausgeber der Schriftenreihen Heimatkunde vom Grossherzogtum Hessen und Heimatkunde vom Volksstaat Hessen sowie der Schulbuchreihe Hessisches Lesebuch, er war Mitglied in Kriegervereinen sowie im Verein für das Deutschtum im Ausland und Vorsitzender der Altherrenschaft der Burschenschaft Adelphia in Gießen.
Im Zweiten Weltkrieg kam Kissinger bei einem Luftangriff auf Darmstadt am 11. September 1944 ums Leben. Er war verheiratet mit Jakobina Kissinger geborene Storr. Das Ehepaar hatte zwei Söhne und eine Tochter.
In Heubach ist die Kissinger-Wünzer-Hütte des Odenwaldklubs nach Kissinger und Rudolf Wünzer benannt. In Hirschhorn ist eine Straße nach Kissinger benannt.

## Werke

### Autor
- Aus Hirschhorns Geschichte. Wetzel, 1900.
- Darmstadt in den Tagen der Mobilmachung 1914. Darmstadt: H. Hohmann, 1914.[5]

### Herausgeber
- Der Odenwald, Bergstraße, Main- und Neckartal im Bilde. Darmstadt, 10. Aufl. 1908.
- Heimatkunde vom Grossherzogtum Hessen. Gießen: Roth.DNB 560561687
- Heimatkunde vom Volksstaat Hessen. Gießen: Roth.DNB 560561695
- Hessisches Lesebuch. Gießen: Roth.DNB 560680929